# Le Fruit du désir
 Pour plus de détails, voir Fiche technique et Distribution
Le Fruit du désir est le titre d'un film pornographique français de Jean-Luc Brunet sorti sur les écrans en 1984.
Le film suit une femme d'affaires que son amant vient de quitter entreprend de se venger. Elle s'introduit dans le ménage de son ancien amoureux en se faisant passer pour une femme de chambre et bâtit un plan conduisant à sa ruine financière.

## Synopsis
Nathalie (Marina Samson), une femme d'affaires dotée d'un solide caractère, reçoit dans son bureau parisien son avocat, Bernard (Jacques Marbeuf), qui vient lui apporter d'excellentes nouvelles. Son amant Xavier (Alban Ceray) lui téléphone sur ces entrefaites et la trouve émoustillée par les gains d'argent qu'elle vient de réaliser. Il la rejoint pour lui faire l'amour et dépose sur son bureau une lettre qu'il lui demande de poster.

Le soir même, ils dînent ensemble au restaurant où Xavier lui annonce qu'il la quitte pour retourner vers son épouse, Anne-Sophie (Dominique Saint Claire). Dépitée, Nathalie lui écrase violemment une assiette de crème sur le visage et quitte brusquement la salle. Plus tard, effondrée et en pleurs, elle découvre sur son bureau la lettre abandonnée par Bernard qui est adressée à une agence de recrutement de gens de maison.

Une femme élégante se présente devant la grille d'un domaine provincial. Un serviteur bossu, Gaston (Jacky Jack), arrive pour lui ouvrir et la suit avidement dans l'allée. Il s'agit de Nathalie qui se présente à une place de femme de chambre pour laquelle elle est rapidement embauchée.

Le soir venu, Edouard (Yves Callas), le majordome, frappe à la porte de la chambre de Nathalie. Sous la menace de la renvoyer le lendemain même, il obtient qu'elle lui cède mais, au moment de s'exécuter, une sonnerie appelle Edouard : « Gambit de la tour, probablement » commente Edouard qui fait alors entrer Gaston, fort opportunément caché derrière la fenêtre, afin qu'il prenne sa place.
 
Le lendemain, Nathalie fait la connaissance de Charlotte (Eva Kleber), la fille d'Edouard, et croise Bernard qui vient rendre compte à la maîtresse de maison de la tenue de ses affaires. Elle a ensuite l'occasion de consoler Charlotte que sa gouvernante vient de fouetter avec un martinet pour la punir d'une farce. En soirée, Charlotte vient chercher subrepticement Nathalie pour lui montrer une scène « peu commune ». Xaxier et Anne-Sophie ont fait une partie d'échecs que celle-ci, probablement comme tous les soirs, a perdu. Xavier fait entrer Edouard et lui commande de sodomiser sa maîtresse. Les deux jeunes femmes font ensuite l’amour dans la chambre de Charlotte.
Le lendemain, Nathalie surprend Xavier avec Charlotte. Edouard qui survient sur ces entrefaites, lui apprend que Xavier n’est pas le père de Charlotte mais un godelureau vivant aux dépens d’Anne-Sophie.
Le soir, Bernard qui est venu dîner au château se présente avec sa jeune épouse Valérie (Marianne Aubert). À l'issue du repas, Xavier suggère de jouer aux Échecs en intéressant la partie « Les gens de notre monde ne jouent que pour l’argent ou pour les femmes. Jouons les femmes » propose-t-il. Xavier est le vainqueur et il prend son gain tandis que, à côté de lui, Bernard réétudie la partie.

Mais Bernard joue un double jeu. Trahissant aussi bien Anne-Sophie que Nathalie, il entraîne les deux femmes dans une spéculation ruineuse sur les mines de diamants du Bossanova dont Edouard est le réel bénéficiaire. Désormais, Edouard est le nouveau maître de maison, Nathalie sa compagne, et Anne-Sophie leur domestique.

## Scènes pornographiques
Le film contient huit scènes pornographiques plus une scène de fessée entre Charlotte et sa gouvernante. 
1. Marina Samson, Alban Ceray : Nathalie se caresse en répondant au téléphone à Xavier. Celui-ci s'empresse d'aller la rejoindre dans son bureau laissant le téléphone sur le siège de la voiture à l'écoute des passants hilares (Fellation, Pénétration vaginale).
2. Marina Samson, Jacky Jack : Nathalie vient de terminer sa toilette intime et Edouard exerce sur elle un chantage au droit de cuissage. Appelé au service de Madame, il cède la place à Gaston. « C'est pour la place ou pour le plaisir ? » lance-t-il à Nathalie afin de lever ses réticences (Pénétration vaginale).
3. Dominique Saint Claire, Alban Ceray : Scène dans un lit de draps de soie roses (Pénétration vaginale).
4. Dominique Saint Claire, Yves Callas : Anne-Sophie ayant perdu aux Échecs, elle reçoit un gage tandis que Xavier contemple la scène. Cachées derrière la porte, Nathalie et Charlotte observent également (Fellation, Pénétration vaginale, Sodomie[1]).
5. Marina Samson, Eva Kleber : Scène lesbienne (Cunnilingus).
6. Eva Kleber, Alban Ceray : Scène dans la chambre de Charlotte (Cunnilingus, Fellation, Pénétration vaginale).
7. Marianne Aubert, Dominique Saint Claire, Alban Ceray : Valérie s'acquitte de son gage tandis que Bernard, complètement indifférent à la scène, rejoue la partie et les interrompt constamment en suggérant des coups d'Échec alternatifs(Cunnilingus, Fellation, Pénétration vaginale).
8. Dominique Saint Claire, Marina Samson, Yves Callas : Les rôles sont inversés, Anne-Sophie est désormais la servante (Cunnilingus, Fellation, Pénétration vaginale).

## Fiche technique
- Titre : Le Fruit du désir
- Réalisateur : Jean-Luc Brunet
- Production : Colmax
- Distribution : Colmax
- Durée : 75 min
- Pays :  France
- Genre : pornographique
- Date de sortie : 1984

## Distribution
- Marina Samson : Nathalie, la femme d'affaires trompée
- Yves Callas : Edouard, le majordome
- Dominique Saint Claire : Anne-Sophie, l'épouse de Xavier
- Sylvie Esnault (pseudonyme de Marianne Aubert) : Valérie, l'épouse de Bernard
- Alban Ceray : Xavier, l'époux d'Anne-Sophie
- Eva Kleber : Charlotte, la fille d'Edouard  Eva Kleber pseudonyme de  Evelyne Graux
- Jacky Jack : Gaston, le serviteur bossu
- Eliane Florian : la gouvernante (pas de scène pornographique)
- Jacques Marbeuf : Bernard, l'avocat d'affaires (pas de scène pornographique)
- Henri Bernardeau : Duprimeau, un employé de bureau ridicule (pas de scène pornographique)